# Luís Carlos (poeta)
Luís Carlos da Fonseca Monteiro de Barros, mais conhecido por Luís Carlos (Rio de Janeiro, 10 de abril de 1880 — Rio de Janeiro, 16 de setembro de 1932) foi um engenheiro civil e poeta brasileiro.

## Biografia
Era filho de Eugênio Augusto de Miranda Monteiro de Barros e de Francisca Carolina Werna da Fonseca Monteiro de Barros. Após o casamento mudou-se para Minas Gerais, e depois transferiu-se para São Paulo, onde foi trabalhar na Estrada de Ferro Central do Brasil e, finalmente, voltou para o Rio de Janeiro.
Fundou a Hora Literária e, com ela, começou a aparecer no cenário literário da cidade, como membro da última geração dos poetas parnasianos brasileiros, com uma mistura de romantismo que diferencia do estilo parnaso, puro e simples. Seus poemas, cada vez mais, ganharam espaços nos jornais e revistas da época. Entretanto, só publicou o seu primeiro livro em 1920.

## Obras
- Colunas (poesia, 1920)
- Encruzilhada (prosa, 1922)
- Astros e abismos (poesia, 1924)
- Rosal de ritmos (resumo histórico sobre a evolução da poesia brasileira, 1924)
- Amplidão (poesia, 1933, póstumo)
- Poesias escolhidas (poesias, 1970, póstumo)

## Academia Brasileira de Letras
Foi eleito para a Academia Brasileira de Letras em 20 de maio de 1926, para a cadeira 18 (da qual foi o quarto ocupante), na sucessão de Alberto Faria, recebido em 21 de dezembro de 1926 pelo acadêmico Osório Duque-Estrada.